# Aquino (Familienname)
Aquino ist ein italienischer und spanischer Familienname.

## Namensträger
- Álvaro Luiz Maior de Aquino (* 1979), brasilianischer Fußballspieler
- Amy Aquino (* 1957), US-amerikanische Schauspielerin
- Anastasio Mártir Aquino San Carlos (1792–1833), Fürst in El Salvador
- Andrea D’Aquino (* 1979), italienischer Triathlet
- Anthony Aquino (* 1982), italo-kanadischer Eishockeyspieler
- Arnulfo Aquino († 2025), mexikanischer Künstler
- Baden Powell de Aquino (1937–2000), brasilianischer Gitarrist
- Benigno Aquino senior (1894–1947), philippinischer Politiker, Parlamentssprecher
- Benigno Aquino junior (1932–1983), philippinischer Politiker, Senator
- Benigno Aquino III. (1960–2021), philippinischer Politiker, Präsident
- Carlos Milcíades Villalba Aquino (1924–2016), paraguayischer Geistlicher, Bischof von San Juan Bautista de las Misiones
- Carolina Griño-Aquino (1923–2012), philippinische Juristin
- Corazon Aquino (1933–2009), philippinische Politikerin, Präsidentin 1986 bis 1992
- Demetrio Ignacio Aquino Aquino (1926–2003), paraguayischer Priester, Bischof von Caacupé
- Eber Aquino (* 1979), paraguayischer Fußballschiedsrichter
- Enrique Aquino (* 1950), mexikanischer Leichtathlet
- Fabio Aquino (* 1968), dominicanischer Baseballspieler
- Francesco Fernando d’Avalos d’Aquino d’Aragona (1530–1571), italienischer Adliger
- Guarionex Aquino (Sänger) (1924–2010), dominikanischer Sänger
- Guarionex Aquino (Perkussionist) (* 1954), dominikanischer Jazzperkussionist
- Iva Ikuko Toguri D’Aquino (1916–2006), US-amerikanische Hörfunkmoderatorin
- Javier Aquino (* 1990), mexikanischer Fußballspieler
- Jorge Aquino (* 1987), paraguayisch-chilenischer Fußballspieler
- José de Aquino Pereira (1920–2011), portugiesischer Geistlicher, römisch-katholischer Bischof von Rio Preto
- José Elizardo Aquino (1825–1866), paraguayischer Ingenieur und Militär
- Juliana de Aquino (1980–2009), brasilianische Musicaldarstellerin
- Julio César Salcedo Aquino (* 1951), mexikanischer Geistlicher, römisch-katholischer Bischof von Tlaxcala
- Kris Aquino (* 1971), philippinische Schauspielerin
- Louis Marcel Powell de Aquino (* 1982), brasilianischer Gitarrist, siehe Marcel Powell
- Luca Aquino (* 1974), italienischer Jazzmusiker
- Luciano Aquino (* 1985), italo-kanadischer Eishockeyspieler
- Lupe Aquino (* 1963), mexikanischer Boxer im Halbmittelgewicht und WBC-Weltmeister
- Marçal Aquino (* 1958), brasilianischer Schriftsteller, Journalist und Drehbuchautor
- María del Carmen Aquino (* 1942), uruguayische Schriftstellerin und Journalistin
- María Pilar Aquino (* 1956), mexikanische Theologin
- Mariano Aquino (* 1969), Judoka aus Guam
- Melchora Aquino (1812–1919), philippinische Revolutionärin
- Michael Aquino (1946–2019), US-amerikanischer Satanist, Leiter der Vereinigung Temple of Set
- Miguel Ángel Morán Aquino (* 1955), salvadorianischer Geistlicher, Bischof von Santa Ana
- Néstor Aquino (* 1980), uruguayischer Straßenradrennfahrer
- Óscar Aquino (* 1966), guatemaltekischer Radrennfahrer
- Pedro Aquino (* 1995), peruanischer Fußballspieler
- Philippe Baden Powell de Aquino (* 1978), französisch-brasilianischer Musiker
- Ricardo de Aquino Salles (* 1975), brasilianischer Politiker und Umweltminister Brasiliens
- Rinaldo d’Aquino (um 1227–um 1280), italienischer Dichter
- Sergio Aquino (* 1979), paraguayischer Fußballspieler
- Sonia Aquino (* 1977), italienische Schauspielerin
- Thomas von Aquino (um 1225–1274), italienischer Theologe und Philosoph, siehe Thomas von Aquin
- Thomas I. von Aquino († 1251), Regent von Sizilien, Gefolgsmann von Kaiser Friedrich II.
- Thomas II. von Aquino († 1273), Gefolgsmann von Kaiser Friedrich II.
- Tommy Aquino († 2014), US-amerikanischer Motorradrennfahrer
- Tony D’Aquino (* 1973), australischer Drehbuchautor und Regisseur
- Tosca D’Aquino (* 1966), italienische Schauspielerin